# Katanga Mining Limited
Katanga Mining  (ou Katanga Mining Ltd ; TSX:KAT) est une compagnie minière qui gère notamment un complexe minier majeur dans la province du Katanga en République démocratique du Congo. Elle exporte du cuivre et du cobalt raffinés, avec comme ambition de devenir l'un des plus grands producteurs de cuivre de toute l'Afrique et le premier producteur de cobalt au monde ".

## Histoire
Katanga a été achetée cash (452 000 000 $ en espèces) aux actionnaires de Nikanor (en).
En janvier 2008 Nicanor a fusionné dans Katanga Mining
Katanga Mining Ltd est détenue en majorité par la multinationale anglo-suisse Glencore.
En 2007, une coentreprise (coentreprise) de Katanga Mining (75 %) et de Gécamines (25 %) commence à exploiter la mine de Tilwezembe, mine à ciel ouvert de cuivre et de cobalt 
En novembre 2008, Katanga Mining annonce avoir temporairement suspendu l'exploitation minière à Tilwezembe et le traitement du minerai au concentrateur de Kolwezi en raison de la dépression des prix du cobalt.
Katanga Mining détient conjointement Kamoto Copper Company SARL (KCC) et la Gécamines.
La SARL KCC produit du cuivre et du cobalt au concentrateur de Kamoto, exploite l'usine métallurgique de Luilu, la mine souterraine de Kamoto et deux gisements à ciel ouvert d'oxyde dans le district de Kolwezi.
En mars 2010, la mine à ciel ouvert de Kananga était la propriété de KCC. La mine n'était pas active.
Les mines Dima, Composé de Mashamba Est, Mashamba Ouest et de la mine à ciel ouvert de Dikuluwe à ciel ouvert appartenaient autrefois à la compagnie minière d'État Gécamines, avant que les droits de la majorité de ces sites soient revendus à Katanga Mining et à Nikanor au début des années 2000.
À la suite de la fusion amicale des actifs miniers de Nikanor avec Katanga Mining, il a été spéculé que les sites de Dikuluwe et de Mashamba-Ouest seraient transférés à la Gécamines pour être exploités par une coentreprise détenue à 32 % par la Gécamines et 68 % par un consortium chinois. En février 2008, il a été confirmé que Katanga Mining était en train de vendre Dikuluwe et Mashamba Ouest à la Gécamines (pour 825 000 000 $ .
En juin 2020, Katanga Mining devient une société détenue à  100 % par Glencore et cesse d'être cotée à la Bourse de Toronto.

## Principaux actionnaires
Au 17 mars 2020:
| Glencore                                         | 99,5%   |
| BlackRock Investment Management                  | 0,10%   |
| Toroso Investments                               | 0,0035% |
| Kleinheinz Capital Partners                      | 0,0031% |
| Touradji Capital Management                      | 0,0011% |
| Global X Management                              | 0,0006% |
| BlackRock Fund Advisors                          | 0,0003% |
| Örn & Cie                                        | 0,0001% |
| Money Makers Towarzystwo Funduszy Inwestycyjnych | 0,0001% |
| Cougar Trading                                   | 0,0001% |

## Polémiques et controverses
Une enquête conjointement menée par la BBC et de la RTS a conclu que Glencore actif dans le bassin du Congo via deux coentreprises ; Kamoto Copper Company (KCC) et DRC Copper and Cobalt Project (DCP) aurait acheté (75,15 % des parts en 2013, et 3 300 employés) Katanga Mining Limited via sa filiale la compagnie minière Kamoto Copper Company.
Dans cette région du Katanga, du minerai de cuivre est encore extrait par des adolescents et des enfants, notamment dans les mines artisanales de Tilwezembe.
Cette même enquête mentionne qu’à proximité de Kolwezi, une usine hydroindustrielle exploitée par Kamoto Copper Company rejetterait de l'acide sulfurique dans la rivière Luilu et la contaminerait, provoquant l'empoisonnement de la population locale. l'ONG Global Witness dénonce des actions de corruption.